# はやぶさジョーンズ
はやぶさジョーンズ（HAYABUSA JONES）は、2000年10月にサノヒロアキ（ボーカル＆ギター）、クボタケイスケ（ベース）、ミキアツシ（ドラム）によって結成された日本の音楽グループ。
2001年にミニアルバム「黄色い夢」でインディーズデビュー、3枚のアルバムを発表後、2003年にシングル「颱風」でメジャーデビュー（メンバー：サノヒロアキ、クボタケイスケ、コクブタケミ）。3枚のシングル、アルバムを発表。
2006年、はやぶさジョーンズ＝サノヒロアキとなり、サノヒロアキ名義で手作りの多重録音にこだわったアルバム「10年旅行」を、そして、2009年に制作したサイケデリックアルバム「赤と黒」を経て、2010年5月22日には、はやぶさジョーンズ活動10周年記念アルバム「Tiger born」を発表。同年8月～10月は、活動10周年記念として「＠TEMPLE」と題した各地のお寺を巡るライヴツアーも開催した。
2012年、憧れの島becauseislandに移住。相変わらずスローで自由な音楽制作を続けている。2014年頃から自らをイーミン・ノーサとも名乗り始める。2014年8月には40歳を記念した東京・静岡・山梨を巡るライブツアー「LEVEL40tour」を開催した。2015年、結成15周年を記念して、延べ15会場で歌う（実際はブッキングミスで17会場）

## メンバー
- サノヒロアキ（2000年-　ボーカル＆ギター）

旧メンバー
- クボタケイスケ（2000年-2006年 ベース）

現在は、SADS、OHIO101のメンバーとして活動。
- ミキアツシ（2000年-2003年 ドラム）

以前は、DOVEのメンバーとして活動。
- コクブタケミ（2003年-2006年 ドラム）

現在は、TheSOS、Epochのメンバーとして活動。

## ライヴ活動
- 2010年
  - 8月1日 - 「＠TEMPLE」（岐阜県 美江寺 仁王門）
  - 9月11日 - 「＠TEMPLE」（広島県 信楽寺 本堂）
  - 10月7日 - 「＠TEMPLE」（京都府 西本願寺 聞法会館）

- 2011年
  - 3月19日 - 「弾きがなりロックンロールショー アコースティックナイト」（東京都 渋谷ブルースバー テラプレーン）

- 2013年
  - 7月25日 - 「どうもどうも」（東京都 下北沢440）

- 2014年
  - 8月14日 - 「LEVEL40tour」（東京都 三軒茶屋グレープフルーツムーン）
  - 8月22日 - 「LEVEL40tour」（静岡県 沼津　speak EZ）
  - 8月23日 - 「LEVEL40tour」（山梨県 甲府　キングラット）

- 2015年
  - 8月21日 - 「15th tour」（静岡県 葵区　騒弦）
  - 8月22日 - 「15th tour」（静岡県 伊東　天使の遊VIVA）
  - 8月23日 - 「15th tour」（東京都 下北沢　BIG MOUTH）他、14会場

## 作品

### シングル
|     | 発売日        | タイトル       | レーベル    | 規格番号   |
| --- | ------------- | -------------- | ----------- | ---------- |
| 1st | 2003年10月1日 | 颱風           | WAVE MASTER | WWCA-31003 |
| 2nd | 2004年1月28日 | 手足冷たい     | WAVE MASTER | WWCA-31018 |
| 3rd | 2004年5月26日 | 僕を見て咲く花 | WAVE MASTER | WWCA-31033 |

### アルバム
|     | 発売日         | タイトル           | レーベル                  | 規格番号   | 備考             |
| --- | -------------- | ------------------ | ------------------------- | ---------- | ---------------- |
| 1st | 2001年4月25日  | 黄色い夢           | Soytzer Music             | ENCJ-1005  | ミニアルバム     |
| 2nd | 2001年11月28日 | 杉の木のりんご     | Soytzer Music             | SZEC-1001  | ミニアルバム     |
| 3rd | 2002年7月15日  | はやぶさジョーンズ | Four joe half records     | HJWR-0001  | ミニアルバム     |
| 4th | 2004年7月7日   | Yes                | WAVE MASTER               | WWCA-31055 |                  |
| 5th | 2006年5月22日  | 10年旅行           | Four joe half records     | FJHR-0002  | サノヒロアキ名義 |
| 6th | 2009年1月21日  | 赤と黒             | ユメミノ音泉村/バウンディ | DQC-175    |                  |
| 7th | 2010年5月22日  | Tiger born         | Four joe half records     | FJHR0003   |                  |

### オムニバス盤
- エイジアン･コーリング（1995年12月16日）AX-003（収録曲「ハンガー」「シューター」「ロビン」）

　※虹色遊園地（はやぶさジョーンズの前身バンド）名義
- SONGS II（1998年9月23日）BICL-5005（収録曲「空にはウソみたいな月がひとつ」「カーブ」）※佐野弘明名義
- 新宿ミーティング01（2001年10月7日）TIBE-0001（収録曲「光るピアノ」）

　※TOWER RECORDS新宿店･新宿LOFT･新宿red cloth･下北沢mona records･トライエムとの合同プロジェクト
- STYLUS#7「WHO'S NEXT」編～オワラナイユメ、イロトリドリノミライ～（2003年5月2日）CCj0008

　（収録曲「僕を見て咲く花（三都バージョン）」）
- あの鐘を鳴らすのはアタシ（2003年7月9日）BSCL30020（収録曲「もっと自由に」）※和田アキ子のトリビュート･アルバム
- 傘の妖精とその界隈（2006年6月5日）（収録曲「雨の妖精☆ゼロシックス」）※サノヒロアキ名義